# Kínai kúszómagnólia
A kínai kúszómagnólia (Schisandra chinensis) az Austrobaileyales rendbe tartozó növényfaj.

## Jellemzése
A kínai kúszómagnólia vadon termő, aromás illatú kétlaki kúszónövény. Kína északkeleti részén nő. Fás, csavarodó szára sötét színű, kúszó indái elérhetik a 10–15 m-t is. Levelei tojásdadok. Virágai néhány cm hosszú kocsányon ülnek. A virágszirmok és a csészelevelek rózsaszínűek, a virágok ötporzósak. Termése összetett bogyótermés.

## Szaporítása
A növény szaporítása hosszú időt és türelmet igényel. Történhet dugványozással vagy csíráztatással.
A csíráztatás kb.  2,5 hónapot vesz igénybe. Lépései:
- a magok beáztatása langyos vízbe 3-5 napig,
- utána ki kell venni őket a vízből, és jó vízelvezetésű termesztőközegbe (kertészeti komposzt és homok/perlit 50/50 arányú keveréke) kell tenni, amelyet folyamatosan nedvesen kell tartani, de ne tocsogjon a vízben! Ebben a közegben maradnak a magok kb. 20°C-on 1 hónapig.
- a magokat a tartóval együtt át kell helyezni kb. 5 °C hőmérsékletű környezetbe (pl. hűvös pincébe vagy akár a hűtőszekrénybe) egy hónapig (hideghatás!)
- vegye ki a tartót a hideg helyről, és hagyja 10-15 °C-os hőmérsékletű helyen. Ekkor megtörténik a csírázás.

A kicsírázott magokat el lehet vetni a speciális palántaágyra. Kezdetben a növekedés lassú lesz, és a kicsírázott magokat, a palántákat öntözni, gyomlálni kell, biztosítani kell nekik az állandó nedvességet, és védeni kell őket a hidegtől. Miután a növény megerősödött, ki lehet ültetni a szabadba, ahol (-20 °C-ig) át is telelhet. A megfelelő védelemről gondoskodni kell.
Az első virágzás kb. 3 év után történik. Ha nem a ritka önbeporzós hibridet használtuk, a megtermékenyítéshez szükség van legalább két növényre, amelyek közül az egyik hím, a másik női virágokat tartalmaz. Az első termés kb. 5 év múlva várható.

## Gyógyhatása
A lignánszármazékok egyre fontosabbá válnak a táplálkozás-kutató szakemberek számára, akik úgy vélekednek, hogy a lignánok védelmet nyújtanak a prosztata-, a vastagbél- és a mellrák ellen. Vizsgálják ezenkívül a kúszómagnólia ösztrogén receptorokra való hatását, továbbá antioxidáns és enzimgátló tulajdonságait is.
Szun Han-dong professzor, a kínai Kunming Botanikus Intézet kutatója 20 évnyi munka után azt találta, hogy egy, a növény aktív vegyületeiből kivont szer nagyon hatásosan pusztítja el a HIV vírust.

## Felhasználása
A kúszómagnólia májvédő hatása is ismert. Erősíti az immunrendszert, növeli a sejtek, szövetek oxigénfelvételét, ezen keresztül a sejtek energiaellátását. A központi idegrendszerre gyakorolt hatásán keresztül elősegíti a jó közérzet kialakulását, növeli a fizikai és szellemi teljesítőképességet, javítja a kedélyállapotot. Csökkenti a vér koleszterinszintjét. Kínában afrodiziákumként is számon tartják.
Koreában omidzsa (오미자) néven ismert, bogyójából bólét, teát készítenek.
Mérgező hatása nem ismert, ennek ellenére alkalmazása előtt célszerű az orvos véleményét kikérni.

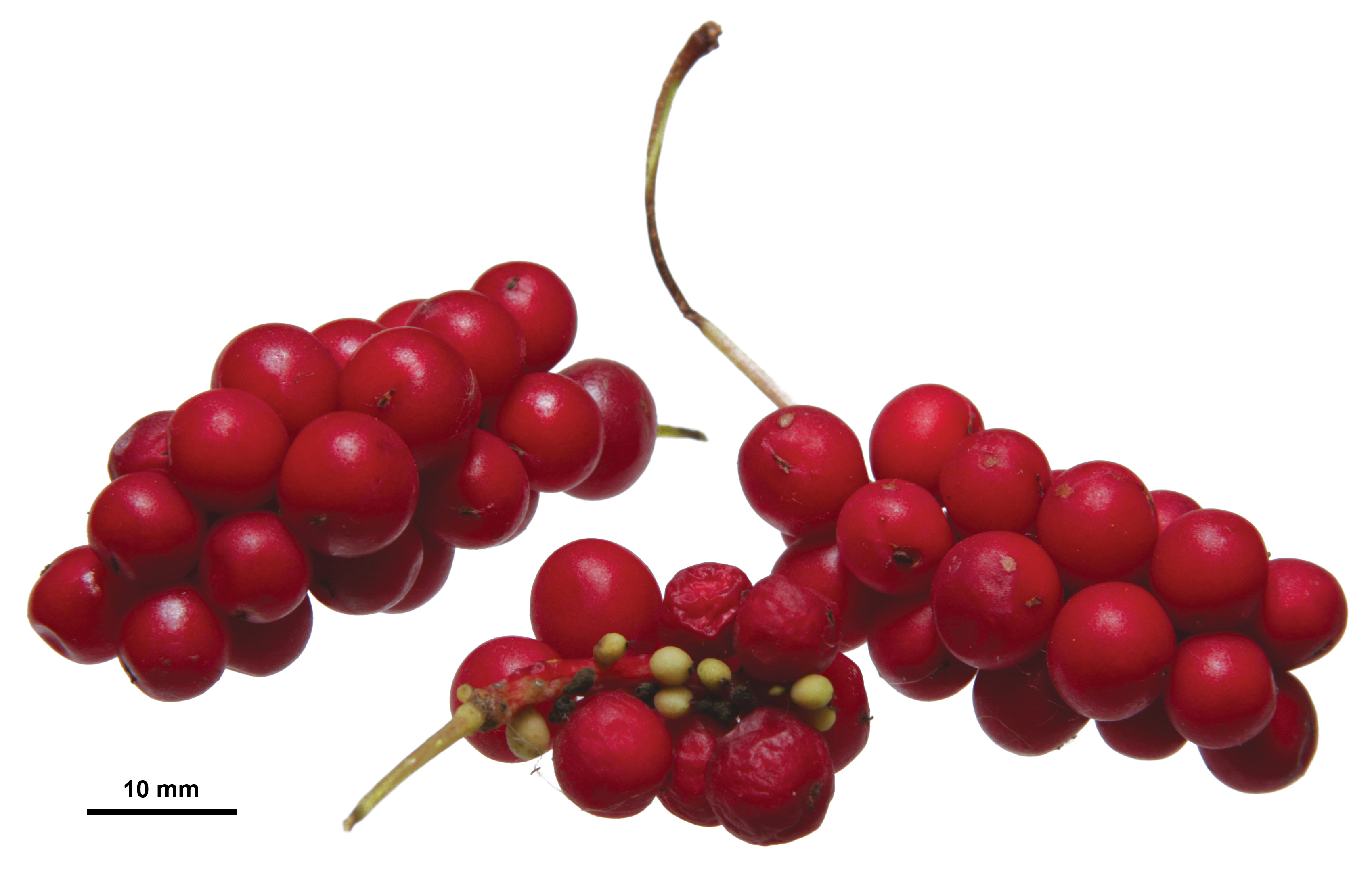
termése
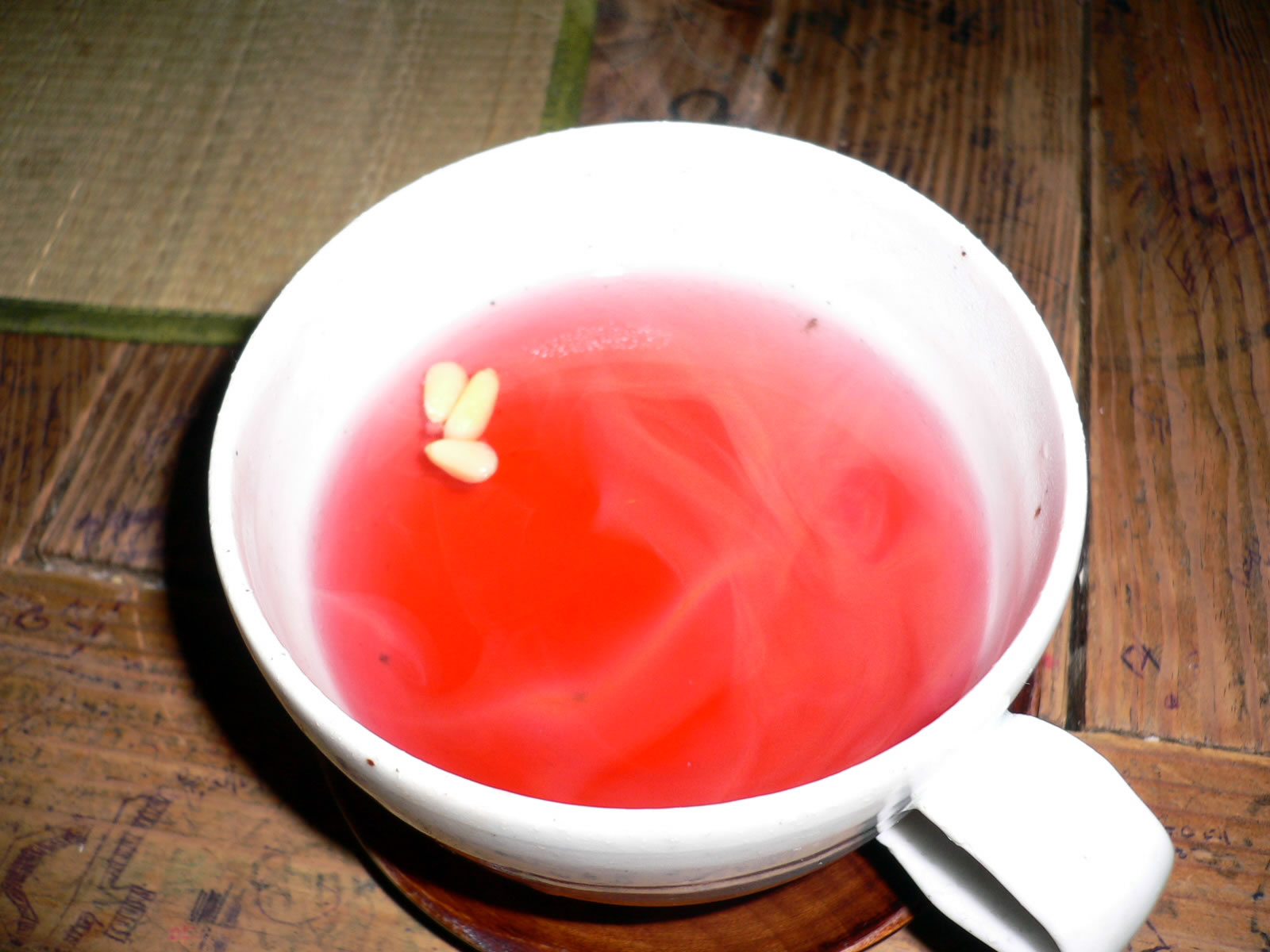
koreai omidzsa tea